# Kendal
Kendal – miasto i civil parish w Wielkiej Brytanii, w północno-zachodniej Anglii, w hrabstwie Kumbria, w dystrykcie (unitary authority) Westmorland and Furness, położone na skraju Krainy Jezior, nad rzeką Kent, w historycznym hrabstwie Westmorland. W 2011 roku miasto liczyło 28 586 mieszkańców.
W przeszłości miasto było ważnym ośrodkiem produkcji wełny oraz handlu, a współcześnie istotną rolę dla Kendal pełni turystyka.
Miasto znane jest z produkcji miętowych ciasteczek zwanych Kendal Mint Cake.

## Miasta partnerskie
Miasta partnerskie Kendal:
- Killarney, Irlandia
- Rinteln, Niemcy